# Typ 3 Chi-Nu
Typ 3 Chi-Nu (jap. 三式中戦車 チヌ, San-shiki Chūsensha Chi-Nu; 中戦車 chūsensha = „mittlerer Panzer“) war ein japanischer Panzer des Zweiten Weltkriegs.

## Geschichte
1941 begann die japanische Armee, einen Prototyp-Panzer zu entwickeln, den Typ 1 Chi-He. Er besaß das Laufwerk und die Bewaffnung des Panzers Typ 97 Shinhōtō Chi-Ha, wobei die Wanne völlig neu entwickelt wurde. Der Turm wurde lediglich mit zusätzlichen, 25 mm starken Panzerblechen frontal verstärkt. Ab 1943 wurde dieser Panzer mit unveränderter Bewaffnung in Serie produziert.
Nach dem Auftreten der mittleren amerikanischen Panzer M3 Lee und M4 Sherman 1943 mit ihren bis zu 76 mm staken Panzerungen wurde klar, dass die Leistungen der Typ 1 47 mm Bordkanone nicht mehr ausreichten. Ab Ende 1943 wurde daher als Übergangslösung bis zur Einführung der neuen Typ 4 Chi-To und Typ 5 Chi-Ri Panzer der Typ 1 Mittlere Panzer Chi-He weiterentwickelt. Kern dabei war die Neuentwicklung eines vergrößerten Turms ohne Heck-Maschinengewehrstand für die Typ 3 7,5 cm Bordkanone. Diese neue Kanone basierte auf dem Typ 90 7,5-cm-Feldgeschütz. Die ballistischen Eigenschaften waren gerade noch zeitgemäß. Es war jedoch die einzig zur Verfügung stehende Waffe mit dem vorgesehenen Kaliber.
Bis zum Ende des Krieges wurden 166 Typ 3 Chi-Nu produziert. Sie wurden auf die auf den japanischen Inseln stationierten  Panzerregimenter verteilt. Zu Kampfeinsätzen kam es aufgrund der Kapitulation Japans vor der vorgesehenen Landungen der Alliierten nicht.
Der Panzer Typ 3 Chi-Nu hatte ein klassisches Design und wurde mit einem 12-Zylinder-Dieselmotor angetrieben. Als Laufwerk kam das Standard-Laufwerk der Kaiserlich Japanischen Armee mit sechs Laufrollen, dem Treibrad, dem Leitrad und drei Stützrollen zur Kettenführung zum Einsatz. Die Federung bestand aus vier vertikal angebrachten Spiralfedern je Seite mit Umlenkhebeln.

## Bewaffnung
Der Panzer war mit einer Typ 3 7,5 cm Bordkanone ausgestattet. Als zusätzliche Bewaffnung war ein schweres Bordmaschinengewehr Typ 97 mit Kaliber 7,7 mm neben dem Fahrer angebracht.
Die Besatzung bestand aus einem Fahrer, einem Richtschützen, einem Ladeschützen, einem Funker/Bordmechaniker und einem Kommandanten.